# 渡邉昭

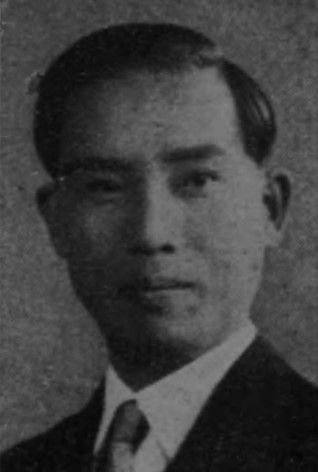
渡邉昭

渡辺 昭（わたなべ あきら、渡邉、1901年12月25日 - 2005年7月23日）は、日本の華族（伯爵）。貴族院議員、ボーイスカウト日本連盟の第7代総長を務めた。「昭和天皇の最後の御学友」としても知られる。

## 年譜
- 1901年 伯爵渡邉千秋の嫡孫として、東京・高輪南町に生まれる。
- 1918年 父・千春が死去し、17歳で伯爵を襲爵。
- 1928年 学習院の先輩であった三島通陽、松方三郎らを通じてボーイスカウト運動と出会う。「東京連合少年団」の理事に就任。ブラジルの第3アリアンサに200アールの土地を購入し渡辺農場とし、力行会（日本からの海外移民を支援するプロテスタント系キリスト教団体）の南米農業練習所とする[1]。
- 1934年 オーストラリアジャンボリー（メルボルン近郊）に日本派遣団長として参加。
- 1936年 少年団日本連盟の理事に就任。
- 1938年 文部省の委嘱により、ヨーロッパ（イタリア、フランス、イギリス、ドイツ）の社会教育状況の調査。派遣団の帰国後もドイツ（ベルリン）に残り、翌年6月まで、主としてヒトラーユーゲントの活動を調査。帰国後、大蔵大臣秘書官、企画院総裁秘書官などを歴任。
- 1943年 貴族院議員に互選（6月24日[2]）。
- 1946年 同議員を辞職（4月13日[3]）。 公職追放となる[4]。
- 1967年 ボーイスカウト日本連盟の総コミッショナーに就任。
- 1969年 藍綬褒章を受章。
- 1973年 世界スカウト機構世界委員会委員に就任。
- 1974年 ボーイスカウト日本連盟の第7代総長に就任（2003年まで）。
- 2005年7月23日 老衰のため 東京都内の自宅で死去。享年103。

## 家族
- 祖父は父方に伯爵渡邉千秋、母方に公爵大山厳。
- 父は千秋の二男の渡邉千春。伯爵、日本銀行勤務。昭はその長男。
- 妻の春子は男爵小畑大太郎の娘。
- 天皇の侍従長を務めた渡邉允は長男。その妻・秋子は高島屋創業者・飯田新七の孫。
- 大叔父に子爵渡辺国武
- 叔父に渡辺千冬
- いとこ（千冬の子）に渡辺武、渡辺慧
- 従甥（叔母の孫）にノーベル賞化学者の野依良治
- 義弟（妹の夫）に平賀敏の三男・毅（富士火災海上保険社長）、新村出の長男・秀一、井上清一

## 評伝
- 久野明子（姪）『昭和天皇最後の御学友 ある華族の一世紀』（中央公論新社、2000年）がある。